# Красне Іваново
Кра́сне Іва́ново (рос. Красное Иваново, марій. Красный Иванов) — присілок у складі Гірськомарійського району Марій Ел, Росія. Входить до складу Озеркинського сільського поселення.

## Населення
Населення — 10 осіб (2010; 25 у 2002).
Національний склад (станом на 2002 рік):
- росіяни — 58 %
- марі — 33 %